# Ein ausgekochtes Schlitzohr
Ein ausgekochtes Schlitzohr, auch bekannt als Ein total verrückter Kerl und Das Gesetz kann mich mal (Originaltitel: Smokey and the Bandit), ist eine US-amerikanische Actionkomödie des Regisseurs Hal Needham aus dem Jahr 1977. Der Film spielte bei 4,3 Millionen US-Dollar Produktionskosten ca. 300 Millionen US-Dollar ein. Der Erfolg dieses Films führte zu einer Reihe von Fortsetzungen.

## Handlung
Während eines Truckfestivals bieten die steinreichen texanischen Reifenhändler „Big“ und „Little Enos Burdette“ dem Trucker „Bandit“ eine Wette an. Für 80.000 Dollar soll dieser 400 Kisten Coors-Bier, das aufgrund lebensmittelrechtlicher Bestimmungen über die Haltbarkeit von Bier östlich des Mississippi nicht verkauft werden darf, innerhalb von 28 Stunden von Texarkana, Texas, nach Atlanta, Georgia, schmuggeln. Bandit nimmt die Herausforderung an und überredet seinen Freund Cledus, genannt „Schneemann“, ihm zu helfen. Schneemann fährt den Truck, einen Kenworth W900A, sein Hund Gottfried begleitet ihn als Beifahrer. Bandit versucht währenddessen in seinem Pontiac Firebird Trans Am, die Polizei von dem Truck und seiner illegalen Ladung abzulenken.
Auf dem Rückweg von Texas nach Georgia nimmt Bandit die Anhalterin Carrie mit, die in einem Hochzeitskleid neben einem liegengebliebenen Auto auf der Straße steht. Sie versucht, im letzten Moment der Hochzeit mit dem zwar gutaussehenden, aber nicht sehr cleveren Sohn des Sheriffs Buford T. Justice zu entgehen. Der Sheriff hingegen versucht, seine potentielle Schwiegertochter wieder zurückzuholen. In der Folge ergeben sich eine Reihe von actionreichen Verfolgungsjagden, an deren Ende Bandit und Schneemann die Wette gewinnen und zusammen mit Carrie dem Zugriff des Sheriffs entgehen können. Bandit und Carrie verlieben sich ineinander. Am Ende des Films nehmen Schneemann und Bandit erneut eine Wette an und Bandit lädt Sheriff Justice per Funk dazu ein, ihn wieder zu verfolgen.

## Synchronisation
Die deutsche Fassung entstand bei der Berliner Synchron GmbH Wenzel Lücke in Berlin. Für das Dialogbuch und Regie war Arne Elsholtz verantwortlich, der selbst für Paul Williams sprach.
| Darsteller     | Rolle                     | Synchronsprecher   |
| -------------- | ------------------------- | ------------------ |
| Burt Reynolds  | Bo „Bandit“ Darville      | Christian Brückner |
| Jerry Reed     | Cledus „Schneemann“ Snow  | Joachim Kemmer     |
| Sally Field    | Carrie „Frosch“           | Joseline Gassen    |
| Jackie Gleason | Sheriff Buford T. Justice | Wolfgang Lukschy   |
| Mike Henry     | Henry „Junior“ Justice    | Joachim Pukaß      |
| Pat McCormick  | Enos Burdette             | Gerd Duwner        |
| Paul Williams  | Little Enos Burdette      | Arne Elsholtz      |
| Alfie Wise     | Polizist                  | Lutz Riedel        |

## Kritiken
Das Lexikon des internationalen Films beschreibt den Film als ein „gagreiches, im Tempo weitgehend überdrehtes Lustspiel, das einer abgedroschenen Männlichkeitsideologie huldigt“. Laut Cinema ist „Schnauzbart Reynolds […] im ersten und besten ‚Schlitzohr‘-Film in Top-form“. Der Film sei zudem „ein Car-Crash-Klassiker“. Für Prisma ist Ein ausgekochtes Schlitzohr „eine übermütige Highway-Komödie“ mit „atemberaubende[n] Autostunts“ und „unglaublichen Verfolgungsjagden“.
In seinem Sachbuch Danse Macabre beschrieb der Schriftsteller Stephen King den Film als einen von denen, die die Amerikaner „wirklich sehen wollen; wenn sie ins Kino gehen, dann wollen sie scheinbar lieber Reklameflächen anstatt Ideen; sie möchten das Gehirn an der Kasse abgeben und Autocrashs, Tortenschlachten und Amok laufende Monster sehen.“

## Filmmusik
Der Titel East Bound and Down wird von Jerry Reed selbst gesungen und ist auf dem Album Country Legends veröffentlicht worden. Auch die Songs Bandit und The Legend wurden von Jerry Reed gesungen. Geschrieben wurden die Songs von Dick Feller (East Bound and Down und Bandit) und von Jerry Reed (East Bound and Down und The Legend).

## Auszeichnungen
- 1978: Oscar-Nominierung für den Besten Schnitt
- 1978: Sally Field wurde für den Golden Globe Award als Beste Schauspielerin in einer Komödie/Musical nominiert.

## Fortsetzungen
Burt Reynolds übernahm in der Fortsetzung wieder die Hauptrolle, im dritten Teil übernahm er lediglich einen Cameo-Auftritt am Ende des Films (während diesmal Jerry Reed den „Bandit“ gab). Regisseur Hal Needham inszenierte auch den zweiten Teil.
- 1980: Das ausgekochte Schlitzohr ist wieder auf Achse
- 1983: Das ausgekochte Schlitzohr III
- 1994 gab es eine kurzlebige Filmserie über die Figur „Bandit“, bestehend aus vier Filmen. Die Titelrolle wurde hierbei von Brian Bloom gespielt.
  - Bandit – Ein ausgekochtes Schlitzohr startet durch
  - Bandit – Ein ausgekochtes Schlitzohr kommt selten allein
  - Bandit – Ein ausgekochtes Schlitzohr und eine kühle Blonde
  - Bandit – Ein ausgekochtes Schlitzohr gibt Gas